# Нудокса (приток Шомушки)
Нудокса (Нидукса, Нудузерца) — река в России, протекает в Тихвинском районе Ленинградской области. Правый приток Шомушки, бассейн Сяси.

## География
Река берёт исток из озера Островского, затем принимает левый приток, ручей Средний, затем правые притоки, ручьи Короткий Долгий. Течёт на юго-восток, в деревне Усть-Шомушка впадает справа в Шомушку в 2 км от устья последней. Длина реки составляет 17 км, площадь водосборного бассейна 97,3 км².

## Данные водного реестра
По данным государственного водного реестра России относится к Балтийскому бассейновому округу, водохозяйственный участок реки — Сясь, речной подбассейн реки — Нева и реки бассейна Ладожского озера (без подбассейна Свирь и Волхов, российская часть бассейнов). Относится к речному бассейну реки Нева (включая бассейны рек Онежского и Ладожского озера).
Код объекта в государственном водном реестре — 01040300112102000018310.